# Partutovice
Partutovice (deutsch Bartelsdorf) ist eine Gemeinde in Tschechien. Sie liegt elf Kilometer nördlich von Hranice und gehört zum Okres Přerov.

## Geographie
Partutovice befindet sich im Süden der Oderberge in der Vítkovická vrchovina im Quellgebiet des Baches Mraznice (Grundbach). Im Osten erhebt sich der Berg Na Vartě (Nawarteberg, 559 m). Nordöstlich entspringt die Ludina.
Nachbarorte sind Lipná und Hilbrovice im Norden, Jindřichov im Osten, Střítež nad Ludinou im Südosten, Olšovec und Lhotka im Süden, Boňkov im Südwesten sowie Michalovka und Kyžlířov im Westen.

## Geschichte
Das Dorf entstand am Übergang vom 12. und 13. Jahrhundert im Zuge der Kolonisation der Gebiete nördlich und nordöstlich von Hranice durch die Benediktinerabtei Rajhrad.
Der Ort wurde nach seinem Lokator Bartholomäus, dessen Brüder Heinrich und Dobesch die Dörfer Jindřichov und Dobešov gegründet haben sollen, als Bartolovice bezeichnet. Im Jahre 1290 entstand eine Holzkirche und ein gleichfalls hölzernes Pfarrhaus.
Die erste urkundliche Erwähnung von Bartolovice stammt aus dem Jahre 1412. Das Dorf gehörte zur Herrschaft Hranice, deren Besitzer für knapp 300 Jahre das Kloster Hradisko war. Während der Hussitenkriege wurden um 1430 Kirche und Pfarrhaus niedergebrannt. Durch die Lasten des böhmisch-ungarischen Krieges von 1468 – 1471 war das Kloster in finanzielle Not geraten und musste die Herrschaft Hranice verpfänden. 1499 kaufte sie Wilhelm II. von Pernstein. 1516 bestand der Ort aus 28 Siedlerstellen und 1530 kam noch die Bartelsdorfer Mühle in Olšovec hinzu. Im Jahre der Jahre änderte sich der Ortsname in Bartotowicz. 1547 veräußerte Johann von Pernstein die Herrschaft Weißkirchen an Wenzel von Haugwitz auf Biskupitz. Dieser überließ den Besitz 1553 an Jan Kropáč von Nevědomí. Jan Kropáč Tochter und Erbin Anna heiratete nach dem Tode ihres Gatten Jan von Kunovice Johann den Jüngeren von Zerotein. Ihm folgte Dietrich von Kunowitz, der die Herrschaft im Jahre 1600 im Zuge eines Tausches an Zdeněk von Pottenstein und Žampach übergab. 1605 erhoben sich die Untertanen gegen die unerträgliche Schinderei von Zdeněk von Pottenstein. Dieser verkaufte den Besitz 1609 an Karl Berger von Berg. Ihm folgte 1612 Václav Mol von Modřelice, der gleichfalls als Untertanenschinder in die Ortsgeschichte einging. Wegen seiner Teilnahme auf Aufstand gegen König Ferdinand II. wurden die Güter von Václav Mol nach der Schlacht am Weißen Berg 1621 konfisziert und im darauf folgenden Jahre an Kardinal Franz Xaver von Dietrichstein verkauft. Der Olmützer Bischof ließ 1625 eine neue steinerne Kirche errichten. Diese wurde in den Jahren 1786 bis 1789 durch einen Neubau ersetzt. Das Geschlecht Dietrichstein blieb bis 1858 Besitzer Güter.
Nach der Aufhebung der Patrimonialherrschaften wurde Bartolovice / Bartelsdorf 1850 zu einer selbstständigen Gemeinde in der Bezirkshauptmannschaft Mährisch Weißkirchen. Der tschechische Name der Gemeinde wurde zum Ende des 19. Jahrhunderts in Bartultovice gewandelt und seit 1905 lautet er Partutovice. 1930 entstand die Straße von Olšovec nach Luboměř. Zu dieser Zeit hatte das Dorf 484 Einwohner, von denen 471 Tschechen und 13 Deutsche waren. Nach dem Münchner Abkommen wurde Partutovice / Bartelsdorf am 1. Oktober 1938 zusammen mit den ebenfalls mehrheitlich von Tschechen bewohnten Dörfern Střítež nad Ludinou / Ohrnsdorf, Jindřichov / Heinrichswald, Luboměř / Laudmer, Spálov / Sponau und Heltínov / Scherzdorf dem Deutschen Reich zugeschlagen. Nach Verhandlungen wurde Partutovice, wie auch Jindřichov und Střítež nad Ludinou am 21. November 1938 an die Tschechoslowakei zurückgegeben und der Landkreis Mährisch Weißkirchen aufgelöst. Im Zuge der Gebietsreform von 1960 und der Auflösung des Okres Hranice wurde Olšovec zum 1. Januar 1961 dem Okres Přerov zugeordnet. Seit 1998 führt die Gemeinde Partutovice ein Wappen und Banner.

## Gemeindegliederung
Für die Gemeinde Partutovice sind keine Ortsteile ausgewiesen.

## Sehenswürdigkeiten

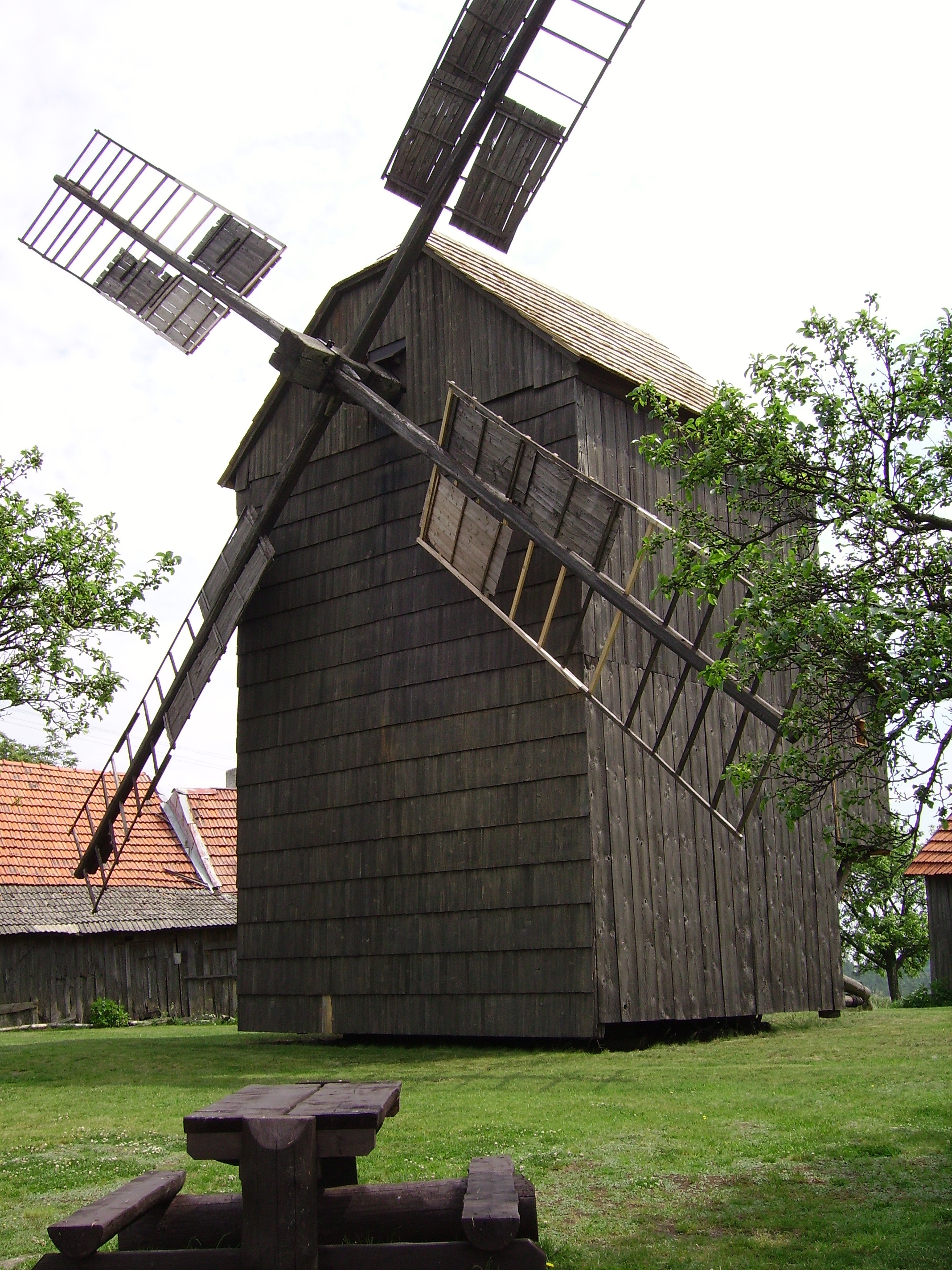
Windmühle in Partutovice

- hölzerne Bockwindmühle auf dem Grunderb am Berg Na Vartě östlich über dem Dorf, errichtet 1837, seit 1958 Technisches Kulturdenkmal
- Ruine der Burg Puchart, südwestlich bei Boňkov, die 1318 als Besitz des Záviš von Potštát erstmals nachweisbare Burg erlosch wahrscheinlich im Zuge der Besetzung Potštáts durch Prokop von Mähren im Jahre 1394
- Kirche des Hl. Nikolaus, errichtet 1786–1789 anstelle eine Vorgängerbaus aus dem Jahre 1625
- Statue des Hl. Johannes von Nepomuk, errichtet 1802
- vier Steinkreuze
- drei Marterl